# Kit Mikayi
Kit Mikayi signifie « pierre de la première épouse » en langue luo.
C'est un empilement rocheux haut de 40 m situé dans le comté de Kisumu à côté du village de Kombewa non loin de la route n° C27 reliant Bondo à Kisumu et à environ 29 km de cette dernière.
Cet agglomérat fait partie des roches qui « pleurent » répertoriées dans la région. Quelle que soit l'aridité de la saison, de l'eau sourd en permanence de la base de l'ensemble. Le chaos de Kit Mikayi est le premier des quatre klippes faisant partie d'une nappe de charriage issue du gradin nord du rift Kavirondo (le klippe le plus éloigné du gradin est l'île Ndere).
Selon la légende, pour les Luo, il représente la première épouse (nommée Ojuka), statufiée en pleurs lorsque son époux (nommé Onyango) décida de « prendre » une deuxième épouse (nommée Achupa) puis une troisième (nommée Ogal).
Bien que l'endroit ne soit pas une aire protégée par l'administration kényane, c'est le site le plus sacré dans la tradition des Luo qui veillent à sa conservation. L'endroit est également un lieu de pèlerinage pour les adeptes du mouvement Legio Maria qui y laisse en permanence un gardien et brûlent des cierges tout au long de la nuit.
Peu avant l'élection de Barack Obama Jr., le 4 novembre 2008, en tant que 44e Président des États-Unis d'Amérique, des paysans venaient y faire des danses traditionnelles et déposer des offrandes avec l'espoir d'un sort favorable.
Les rituels et pratiques associés au sanctuaire de Kit Mikayi sont inscrites sur la liste du patrimoine immatériel nécessitant une sauvegarde urgente en 2019.

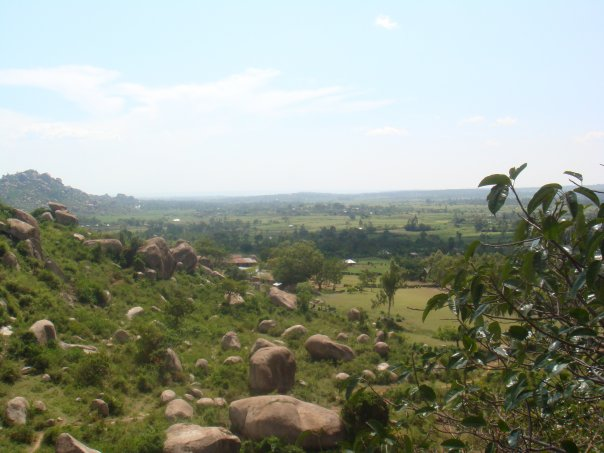
Vue sur la campagne depuis Kit Mikayi